# Édifice d'entreposage et de préservation
 (mars 2023).
L'Édifice d'entreposage et de préservation, inauguré en 2022, est un centre d'archivage de Bibliothèque et Archives Canada situé à Gatineau. Il a été conçu pour stocker des documents d'archives tout en préservant leur intégrité à long terme et en garantissant la sécurité du patrimoine documentaire canadien. Le bâtiment dispose de salles de travail et de consultation spécialisées ainsi qu'un système de rayonnage et de récupération automatisé (SRRA) optimisant l'espace disponible. Il a été construit dans une perspective de durabilité et d'efficacité énergétique, étant ainsi reconnu comme le premier centre d'archivage carbone net zéro en Amérique et la première installation fédérale construite selon les exigences de la Stratégie pour un gouvernement vert. De plus, lors de sa construction, il était le plus grand centre d'archivage automatisé au monde.